# Ohlone
O povo Ohlone, também conhecido como Costanoan, é um povo indígena do Norte da Califórnia que ocuparam as áreas próximas da Baía de São Francisco, da Baía de Monterey e da parte inferior do Vale Salinas quando os espanhóis chegaram no fim do século XVIII. Naquele tempo eles falavam várias línguas provindas da sub-família Costanoan (família da Língua Utian). O termo "Ohlone" tem sido usado no lugar de "Costanoan" desde 1970 por alguns grupos descendentes e por etnógrafos, historiadores e escritores da cultura popular. Contudo, a maioria dos gramáticos preferem utilizar o termo "Costanoan".
Antes da Colonização espanhola os Ohlone formavam mais de 50 grupos diferentes, sem qualquer ideia de unificação entre eles. Eles sobreviviam da caça, pesca e da colheita, padrão típico das etnias da Califórnia. De 1769 a 1833, as políticas espanholas trouxeram grande revolta e sofrimento, dizimando os Ohlone.
Os Ohlone remanescentes provêm de um ou outro grupo distinto, a maioria, mas não todos, ainda vivem em seu território original. A Tribo Muwekma Ohlone tem membros vindos da área da Baía de São Francisco, e é composta por descendentes Ohlone/Costanoan das missões de São José, Santa Clara e São Francisco. Várias tribos como essa, e outras com menos membros, requerem que o governo federal reconheça suas terras.